# Рибамондегу
Рибамондегу (порт. Ribamondego)  —  район (фрегезия) в Португалии,  входит в округ Гуарда. Является составной частью муниципалитета  Говейя. Находится в составе крупной городской агломерации Большое Визеу. По старому административному делению входил в провинцию Бейра-Алта. Входит в экономико-статистический  субрегион Серра-да-Эштрела, который входит в Центральный регион. Население составляет 338 человек на 2001 год. Занимает площадь 6,48 км².
Покровителем района считается Иероним Стридонский (порт. São Jerónimo). 